# Миноносцы типа S-1
Миноносцы типа S-1 — тип миноносцев, состоявший на вооружении Военно-морского флота Германии в последней черверти XIX века. Всего было построено 6 миноносцев этого типа (все по программе 1884 года).

## Энергетическая установка
На кораблях типа в качестве ГЭУ была установлена трёхцилиндровая паровая машина (тройного расширения) мощностью 970 л. с., состоящая из 1 локомотивного котла. Максимальные запасы топлива на миноносцах типа составляли 18,2 тонн угля.

## Вооружение
Миноносцы вооружались 2х1 37-мм револьверными орудиями. Торпедное вооружение миноносцев состояло из двух 350-мм торпедных аппаратов.